# Centro de Interpretación del Agua de Torrelavit
El Centro de Interpretación del Agua es un equipamiento de Torrelavit (Alt Penedès), situado junto al Ayuntamiento, donde se muestra la estrecha relación del Río de bolos y sus afluentes, con la historia y el paisaje de Torrelavit.Abierto al público en octubre de 2016, está gestionado por la Fundación Mas Albornà, una organización del Alt Penedès que tiene como objetivo la integración social y laboral de las personas con discapacidad, trastorno mental y riesgo de exclusión.

El espacio museizado se divide en tres ámbitos temáticos:
- El Río: donde se explica cómo el río se convirtió[3] eje para los asentamientos urbanos y el suministro de agua al territorio.
- El Agua: el uso que se ha hecho del agua en el ámbito doméstico, gracias a las fuentes y lavaderos, mediante pozos, esclusas y canales, y en la construcción de doce molinos papeleros que desde el[4]
- Torrelavit y el Camino del Río: espacio donde descubrir el territorio a través[5] activos paisajísticos y culturales de Torrelavit y la iniciativa del Camino del Río.